# Fundación de los Comunes
Fundación de los Comunes (FdlC) es una red constituida formalmente en 2011 que acoge a colectivos autónomos de investigación, edición, formación, así como espacios sociales y librerías en diversos territorios del Estado español. Funciona como un laboratorio de ideas enfocado a la producción de pensamiento crítico y acción colectiva desde los movimientos sociales con el objetivo último de propiciar una mayor justicia social y una sociedad radicalmente democrática, así como modelos de institucionalidad basados en el procomún.

## Origen
En el año 2011, un conjunto de espacios sociales y colectivos de investigación, edición, autoformación y creación de herramientas tecnopolíticas, decidió constituirse en fundación. Se trataba de espacios y colectivos que llevaban cooperando desde los años noventa sobre la base de sus muchas afinidades políticas y el intercambio de estrategias en proyectos autogestionados para la consecución de una sociedad más justa y democrática. 
El objetivo que les impulsó a convertirse en fundación fue tratar de mejorar la coordinación entre las diferentes iniciativas a partir de la puesta en común de recursos, reflexiones y formas de hacer para erigirse en herramienta de transformación social. Todo ello, buscando la transparencia que exige una formalización jurídica y, también, con la idea de propiciar una mejor interlocución con las instituciones públicas para la cesión de espacios de los centros sociales que forman parte de la red y su sostenibilidad.

## Funcionamiento y composición
La FdlC funciona como un laboratorio de ideas dirigido a la producción de pensamiento crítico y acción colectiva igualmente crítica desde los movimientos sociales y el ámbito político de la autonomía. Su objetivo es la consecución de una mayor justicia social y una sociedad radicalmente democrática, así como alcanzar modelos de institucionalidad –participativos y transversales– basados en el procomún.
La FdlC reúne espacios sociales y proyectos colectivos diversos y heterogéneos surgidos en Barcelona, Bilbao, Madrid, Málaga, Pamplona, Santander, Tarrasa, Valencia y Zaragoza. Se trata de iniciativas, colectivos y espacios de calado dentro del tejido de los movimientos sociales de dichas ciudades.
Entre los espacios sociales que han formado parte de la FdlC están La Casa Invisible, La Repartidora, Traficantes de Sueños, el Ateneo La Maliciosa, Katakrak, La Hidra, el Ateneu Candela, Synusia o, el ya desaparecido, el Patio Maravillas. Así mismo, la FdlC cuenta con el proyecto de investigación y autoformación Nociones Comunes que agrupa a personas interesadas en la conformación colectiva de saberes críticos con nodos en los diferentes territorios donde FdlC tiene presencia y un aula virtual.
En su reflexión sobre nuevas formas de institucionalidad, la FdlC ha colaborado con diversas entidades culturales como el Museo de Arte Contemporáneo de Barcelona (MACBA) o Intermediae y, muy especialmente, con el Museo Nacional de Arte Reina Sofía, durante la dirección de Manuel Borja-Villel.